# Maximilian Hauck
Maximilian Hauck (* 20. August 1963) ist ein ehemaliger deutscher Fußballspieler. Sowohl in Deutschland als auch der Schweiz spielte er in der zweithöchsten Spielklasse.

## Sportlicher Werdegang
Hauck kam von seinem Heimatverein TSV Wasserburg 1981 zum SSV Ulm 1846 und wurde dort nach seiner Juniorenzeit sofort in das Oberligateam der Spatzen übernommen.  Beim Drittligisten war er unter den Trainern Werner Kern, der bis September des Jahres an der Seitenlinie stand, und dessen Nachfolger Paul Sauter schnell Stammkraft. Mit 14 Toren in 28 Saisonspielen war er hinter Dieter Kohnle vereinsintern zweitbester Torschütze, an der Seite von Spielern wie Walter Kubanczyk, Michael Nushöhr, Walter Modick, Ralf Rangnick und Willi Hoffmann gewann er in der Spielzeit 1982/83 die Oberligameisterschaft vor dem Offenburger FV und setzte sich anschließend ohne Niederlage vor dem 1. FC Saarbrücken, VfR Bürstadt und der SpVgg Unterhaching in der Aufstiegsrunde zur 2. Bundesliga durch. Durch einen 3:2-Sieg über den 1. Göppinger SV im Endspiel um den WFV-Pokal 1982/83 gewann er mit dem Klub zudem das Double, dabei glänzte er im Finale als Torschütze neben Günter Berti und traf doppelt. In den folgenden zwei Jahren bestritt er in der zweiten Liga 65 Spiele, dabei erzielte er 23 Tore. Am Ende der Zweitligaspielzeit 1984/85 stieg er mit der Mannschaft als abgeschlagenes Schlusslicht wieder ab.
Hauck wechselte 1985 innerhalb der 2. Bundesliga zum SC Freiburg, wo er unter anderem auf Udo Lay, Souleyman Sané und Joachim Löw traf. Für den Klub aus dem Breisgau lief er drei Spielzeiten auf, dabei erzielte er in der zweithöchsten deutschen Spielklasse sieben Tore in 98 Spielen. Anschließend zog er in die Schweiz weiter, wo er für den Zweitligisten BSC Old Boys Basel in der Nationalliga B gegen den Ball trat. Dort spielte er  insgesamt 8 Jahre, davon bis 1994 in der NLB, der zweithöchsten Spielklasse der Schweiz. Dabei spielte er in der Aufstiegsrunde zur Nationalliga A 1988/89, als Letzter im Klassement wurde der Aufstieg verpasst. Zwei Jahre später erreichte er mit der von Michael Feichtenbeiner trainierten Mannschaft um Alfred Lüthi, Livio Bordoli, Hans Meisel, Mario Kägi und Damir Maričić erneut die Aufstiegsrunde, verblieb als erneut Tabellenletzter dort jedoch abermals in der Zweitklassigkeit. Insgesamt stand er für die Old Boys bei 172 NLB-Spielen auf dem Platz und erzielte dabei 38 Tore. Nach dem Abstieg 1994 lief er noch 2 Jahre für 44 Spiele in der 1. Liga für den Club auf. 1994 beendete er dort seine Profikarriere.
Später lief Hauck auch für die Traditionsmannschaft des SC Freiburg auf.